# Benoît Potier
Benoît Potier é um empresário francês que atuou como CEO da multinacional francesa de gases industriais Air Liquide entre 2006 e 2022. Atualmente é Presidente do Conselho de Administração da Air Liquide.

## Educação
Benoit Potier formou-se engenheiro pela École Centrale Paris em 1979. Potier também participou do programa de educação executiva do Wharton International Forum e do programa INSEAD Advanced Management.

## Carreira profissional
Benoît Potier ingressou na Air Liquide em 1981 como engenheiro de Pesquisa e Desenvolvimento. Depois de atuar como Gerente de Projetos na Divisão de Engenharia e Construção, foi nomeado Vice-Presidente de Desenvolvimento Energético na linha de negócios Grandes Indústrias. Em 1993, tornou-se Diretor de Estratégia e Organização e, em 1994, foi encarregado dos Mercados Químico, Metalúrgico e Siderúrgico, Petróleo e Energia. Foi nomeado vice-presidente executivo da Air Liquide em 1995, com responsabilidades adicionais pela Divisão de Engenharia e Construção e pelas operações de Grandes Indústrias na Europa. Benoît Potier foi nomeado vice-presidente executivo sênior em 1997. Foi nomeado para o conselho de administração em 2000 e tornou-se presidente do conselho de administração em novembro de 2001. Benoît Potier foi presidente e CEO da Air Liquide de 2006 a 2022. Ele ocupou o cargo de Presidente do Conselho de Administração da Air Liquide desde 1º de junho de 2022.